# Pierre Coste
Pour les articles homonymes, voir Pierre Coste (homonymie) et Coste.
Pierre Coste, né à Uzès le 27 octobre 1668 et mort à Paris le 24 janvier 1747, est un imprimeur et traducteur français.

## Biographie
De parents protestants, Pierre Coste, promis à une carrière pastorale, fait ses études à l'Académie de Genève. Empêché de rentrer en France au moment de la révocation de l'Édit de Nantes, il fréquente les universités de Lausanne, Zurich, Leyde, puis se réfugie en Angleterre en 1697. Il devient correcteur d'imprimerie, puis précepteur d'illustres familles. Par la suite, il parcourt l'Europe. Il devient membre de la Royal Society le 25 novembre 1742.
Il revient ensuite en France et meurt à Paris en 1747.

## Œuvres
Il est l'auteur, en 1694, d'une biographie du prince de Condé. Il traduit des ouvrages de Locke : le Christianisme raisonnable en 1695 ; l'Éducation des enfants en 1698 ; l'Essai sur l'entendement humain en 1700. 
Il traduit aussi l'Optique de Newton en 1722 et l'Usage de la raillerie de Shaftesbury en 1710.
, six éditions, avec notes et pièces annexes, des Essais de Montaigne (Catalogue, nº 1507 : La Haye, P. Gosse et J. Néaulme, 1727). Montesquieu l’avait rencontré lors de son séjour à Londres en 1729-1731 et était resté en contact avec lui (lettre de Pierre Coste à Montesquieu du 24 juin 1734, Revue d’histoire littéraire de la France, 82e année, nº 2, mars-avril, 1982, p. 190-191 ; lettre à Martin Ffolkes du 13 juillet 1739, Masson, t. III, p. 995).
Il donne des éditions avec notes de La Bruyère (1720). Dans sa « Défense de M. de La Bruyère et de ses Caractères contre les accusations et les objections de M. Vigneul-Marville », Coste déclare n'avoir jamais rencontré La Bruyère et ne le juger que sur ses œuvres.  Selon Bérengère Parmentier, « Coste pose ainsi un nouveau principe d’autorisation pour la critique, qui repose sur le seul acte de lecture du livre ».
Il donne en particulier six éditions des Essais de Montaigne entre 1723 et 1745. Coste s'efforce de rendre le texte de Montaigne plus exact et plus accessible. Il suit l'édition de Langelier de 1595, non sans en corriger les fautes ; il y joint des notes et des pièces annexes, notamment des lettres de Montaigne, dont le nombre est augmenté au fil des éditions.
Il est en rapport avec Montesquieu qui écrit de lui :

« J’ai un honnête homme de mes amis qui a fait de belles notes sur Montaigne, je suis sûr qu’il croit avoir fait Les Essais. Lorsque je le loue devant lui, il prend un air modeste et me fait une petite révérence et rougit un peu. »

Au XVIIIe siècle et jusqu'en 1781, les éditions Coste restent les seules éditions des Essais.
Il traduit de l'italien en français le traité de Francesco Redi sur les animalcules, qu'il fait publier en Hollande.
Après sa mort en 1747, ses éditions des Essais de Montaigne sont réimprimés huit fois jusqu'en 1801.